# Manou Roblin
Manou Roblin est une chanteuse et parolière française, née le 13 juillet 1944.
En 1956, à l'âge de douze ans, elle commence une carrière de chanteuse, qu'elle abandonne au début des années 1960 pour se consacrer quasi exclusivement à l'écriture de chansons pour d'autres interprètes. En 1964, elle connait la reconnaissance, en écrivant pour Johnny Hallyday la majeure partie des chansons de l'album Johnny, reviens ! Les Rocks les plus terribles, qui aujourd'hui encore demeure une référence pour l'artiste et est considéré à postériori comme la grande réussite de l'auteur.
Manou Roblin est la fille de l'auteur-compositeur Richard Roblin.

## Biographie
Nota : sources pour l'ensemble de cette section (sauf indication contraires) : et .
Manou Roblin nait à Paris, le 13 juillet 1944. Son père Richard Roblin, auteur-compositeur, le soir lui joue ses chansons, et c'est à l'âge de huit ans qu'elle enregistre son premier disque chez Barclay. À la même période, 1952, elle participe à l'émission de Jean Nohain Soucoupes Volantes, où elle interprète, accompagnée par un ensemble de trente musiciens, Petit père chéri. Elle obtient un premier succès avec son second super 45 tours et la chanson Pour mon noël, écrite par son père. La fillette est inscrite à l'école du spectacle et joue le soir, aux Bouffes Parisiens, aux côtés de Jeanne Moreau, Elvire Popesco et Jean Marais, dans La machine infernale de Jean Cocteau.
En 1958, elle écrit ses premiers textes, passe l'examen de la sacem et délaisse la chanson en tant qu'interprète. Manou Roblin durant cette période a enregistré neuf 45 tours (chez Barclay, Decca à partir de 1957 et Pathé Marconi).
En 1961, elle obtient un premier succès en tant que parolière avec le titre Avec une poignée de terre, qu'elle adapte (en collaboration avec Rudi Révil) de One Hundred Pounds Of Clay de Gene McDaniels. La chanson est simultanément enregistrée par Dalida, Richard Anthony et Johnny Hallyday. Initialement prévue pour la chanteuse, c'est en écoutant la radio que Manou Robin découvre la version d'Anthony puis, trente minutes plus tard, celle d'Hallyday. Johnny Hallyday, elle le rencontre l'année suivante, lors de son second passage à l'Olympia, à l'initiative de Sylvie Vartan pour laquelle elle a écrit plusieurs titres. Leur collaboration artistique commence véritablement en 1964, où avant son départ pour l'armée Johnny Hallyday veut enregistrer un album entièrement consacré à l'adaptation de classiques américains de rock 'n' roll. C'est ainsi qu'elle se voit confier des titres de Chuck Berry, Gene Vincent, Elvis Presley, Little Richard. Huit au total sur les douze qui font l'album Johnny, reviens ! Les Rocks les plus terribles. Huit chansons qu'elle ne traite pas comme des adaptations, mais comme s'il s'agissait de créations originales (c'est ainsi que, par exemple, Roll Over Beethoven devient Au rythme et au blues et Ready Teddy Belle). Le disque demeure un classique d'Hallyday auquel reste à jamais associé Manou Roblin. La présence de la jeune femme, quasi débutante et méconnue, surprend, voire dérange dans l'entourage du chanteur. Aussi Manou Roblin peine-t-elle à s'imposer. Cette collaboration restera sans lendemain, ou presque : Hallyday enregistrera encore deux titres signés par elle, One more time, encore une fois (diffusé à l'automne 1964) et l'année suivante Plus je te regarde. Johnny Hallyday régulièrement reprend dans son tour de chant des "rock de Manou" et en 1993 lors de son spectacle au Parc des princes, en coulisse, il lui déclare « Avec tes chansons pas de problèmes, Manou ! »
Après cette collaboration la carrière d'auteure de Roblin est lancée et elle va écrire pour de nombreux interprètes (entre autres) : Frank Alamo, Nicoletta, Nicole Croisille, Michèle Torr, Les Compagnons de la chanson, Henri Salvador...
En 1966, elle reprend sa carrière de chanteuse et sort un nouvel EP, suivi, à l'automne 1967 d'un 45 tours, précédant un ultime disque en 1968, mais le succès n'est pas au rendez-vous.

## Discographie (comme interprète)
- 1956 : super 45 tours Barclay : Le canard bleu, La vieille horloge, Les petits poussins, Le papillon[3]
- 1957 : EP Barclay : La valse de Noël, Quel beau Noël, C'est Noël joie du ciel, Pour mon Noël[4]
- 1958 : EP Pathé Marconi : Bouquet pour ma petite maman, Première communion, Petit père chéri, Vers toi Madona[5]
- 1966 : EP Barclay : Mister chance, Mon collège a fermé ses volets, Car on ne vit qu'une fois, Ce n'est que le vent qui m'appelle[6]
- 1967 : 45 tours RCA : Si tu savais que demain tu vas mourir, Quelque part dans le monde[7]
- 1968 : 45 tours RCA : J'ai dû l'oublier, Pour réussir[8]

## Chansons écrites pour

### Johnny Hallyday
- 1961 : Avec une poignée de terre (album Salut les copains)
- 1964 : Johnny reviens, Au rythme et au blues, Rien que huit jours, Frankie et Johnny, O Carole, Belle, Susie Lou, Oh laisse là partir (album Johnny, reviens ! Les Rocks les plus terribles)

One more time, encore une fois (33 tours 25 cm Le Pénitencier)
- 1965 : Plus je te regarde (album Hallelujah), adaptation de la chanson Hi-Heel Sneakers de Tommy Tucker

### Autres interprètes
(liste non exhaustive)
- Dalida : Avec une poignée de terre
- Richard Anthony : Avec une poignée de terre
- Sylvie Vartan : Ne le déçoit pas, Mon ami, Ne limite pas, Oui, prends moi dans tes bras, One More Time
- Franck Alamo : Ne dis pas du mal de mon amour, Des filles et des garçons, Je revis, Sur un dernier signe de ta main, Où vas-tu sans amour ?
- Long Chris : Je suis un cavalier solitaire, Le train qui part ce soir
- Olivier Despax : Ne viens pas me dire, Le diable
- Les Gam's : Ne dis pas de mal de mon amour, Wow Wow Wee, Impatiente (d'être seule pour pleurer)
- Mick Harvey : Le train qui part ce soir
- Émil Dimitrov : Monica
- Burt Blanca : Le train ne passe plus par là
- Nicoletta : Moi quand je viens le soir
- Laura Ulmer : Jimmy attends-moi
- Les Keltons : Les vieux copains
- Les Compagnons de la chanson : Un Noël, En d'autres mots
- Colette Deréal : Encore
- Henri Salvador : Va-t-en vite mon amour
- Freddy Breck :  Dans ce Monde